# Universidad Politécnica de Madrid

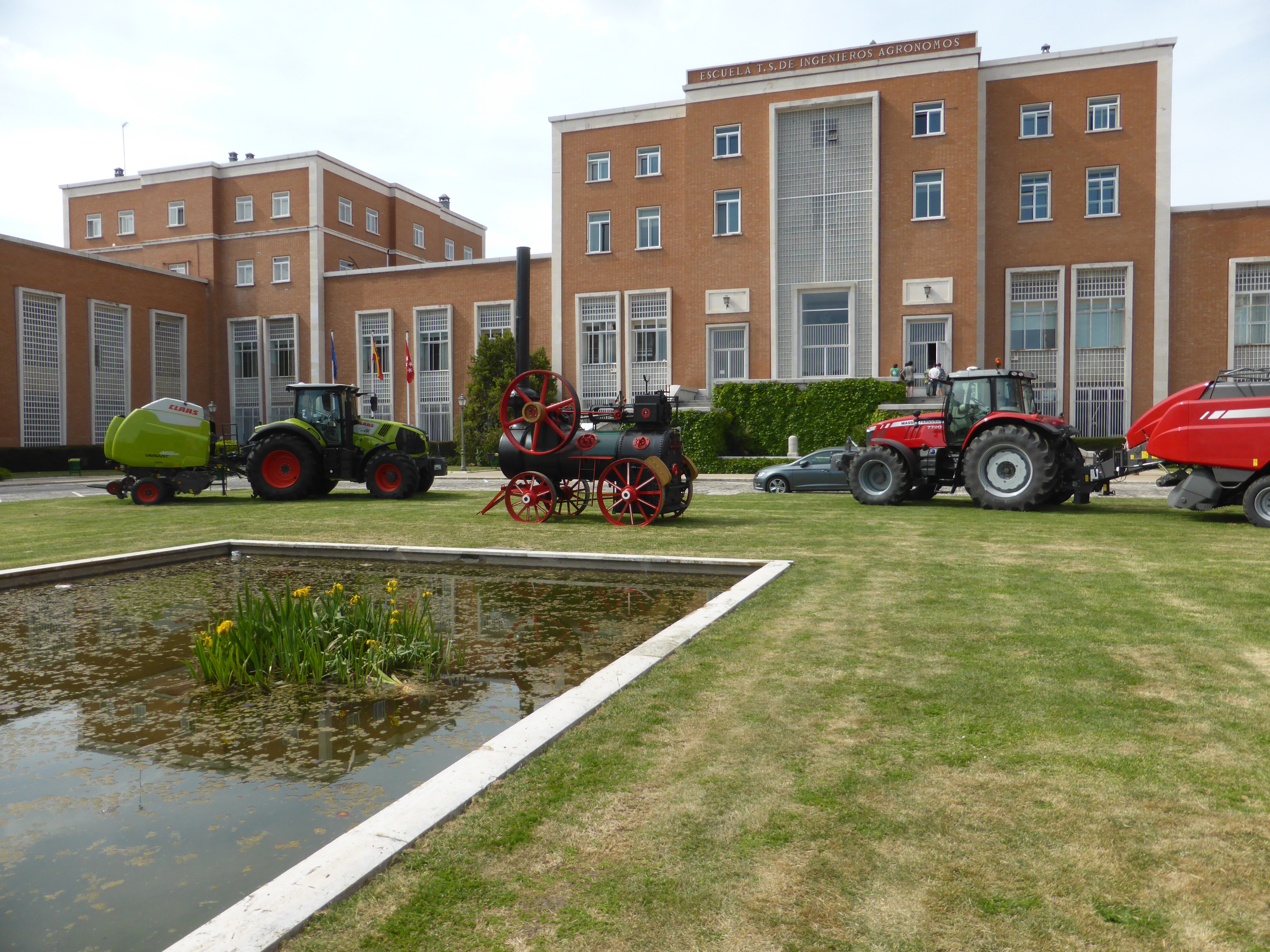
Sela ETS Ingeniería Agronómica, Alimentaria y Biosistemas.

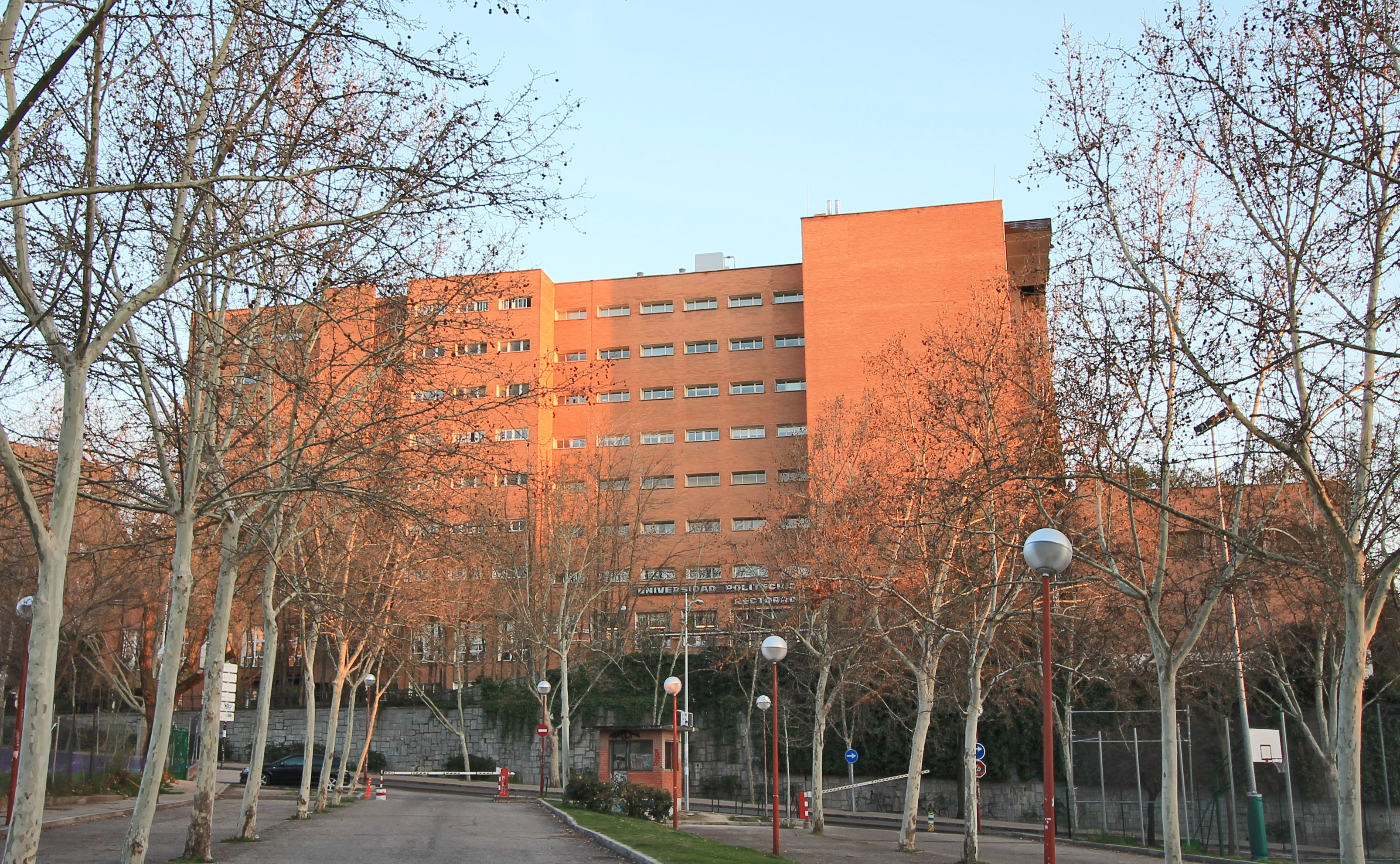
Rectorado.

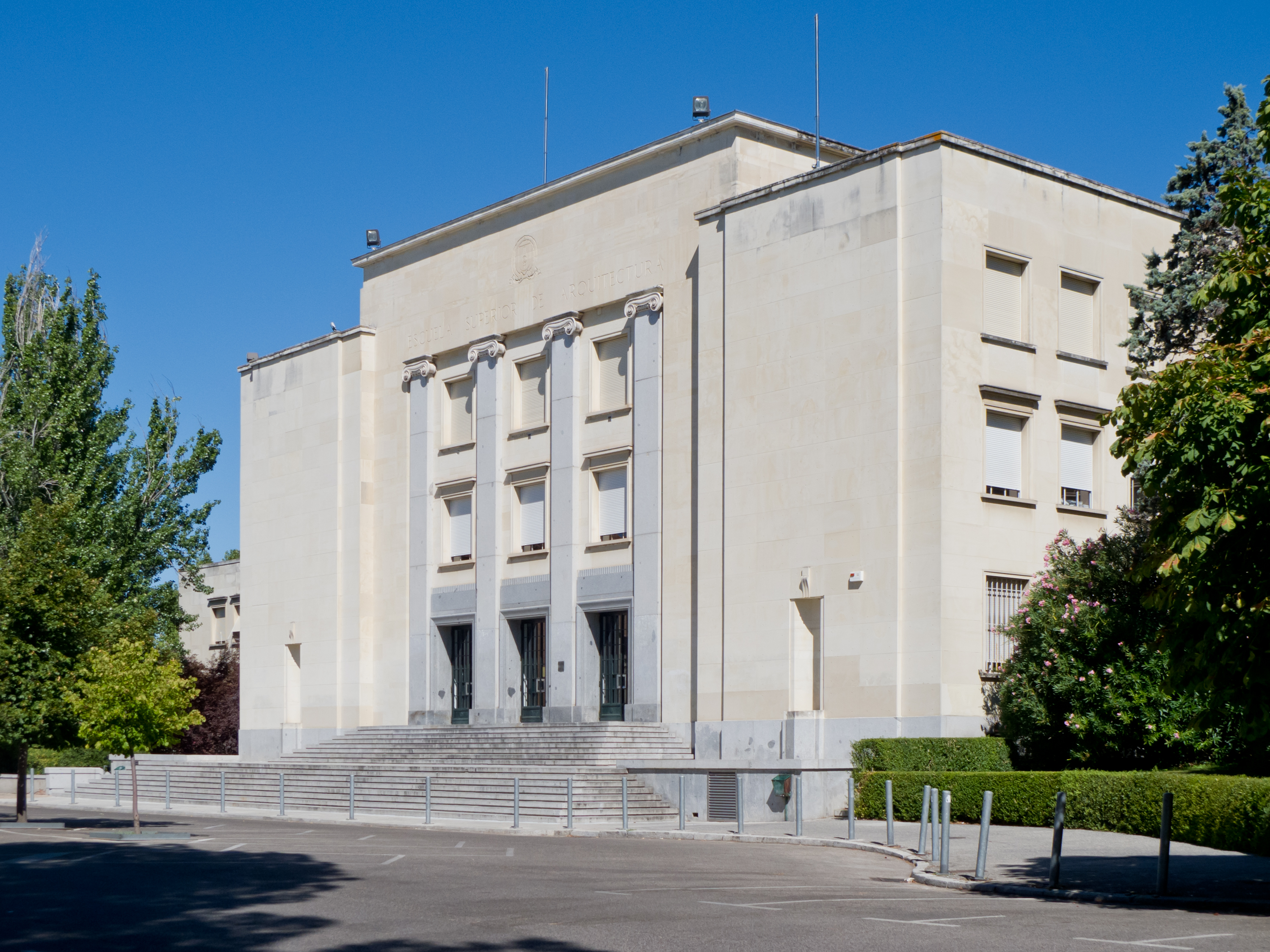
ETS Arquitectura Madrid.

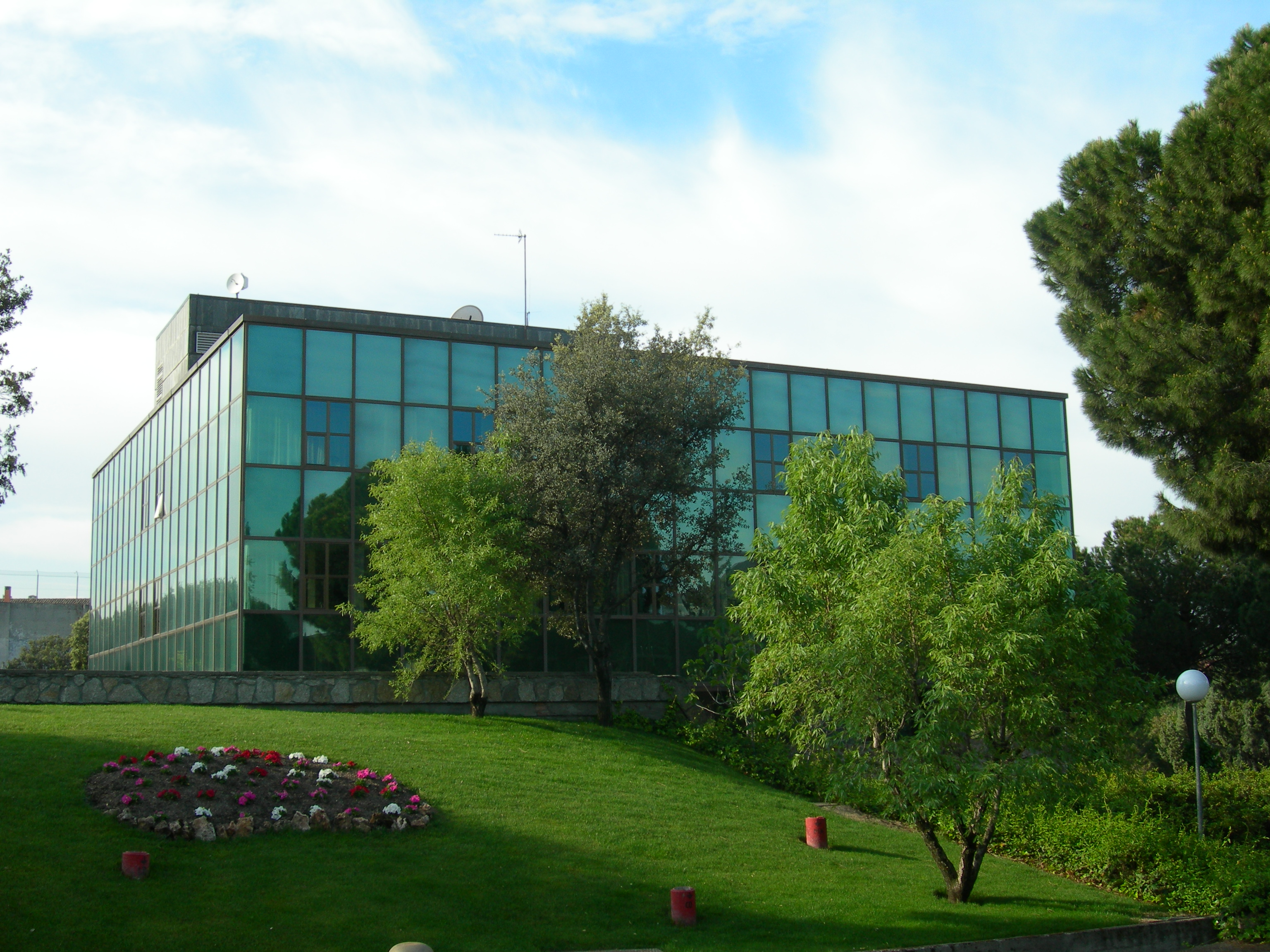
Bloque 1 la ETS Ingenieros Informáticos.

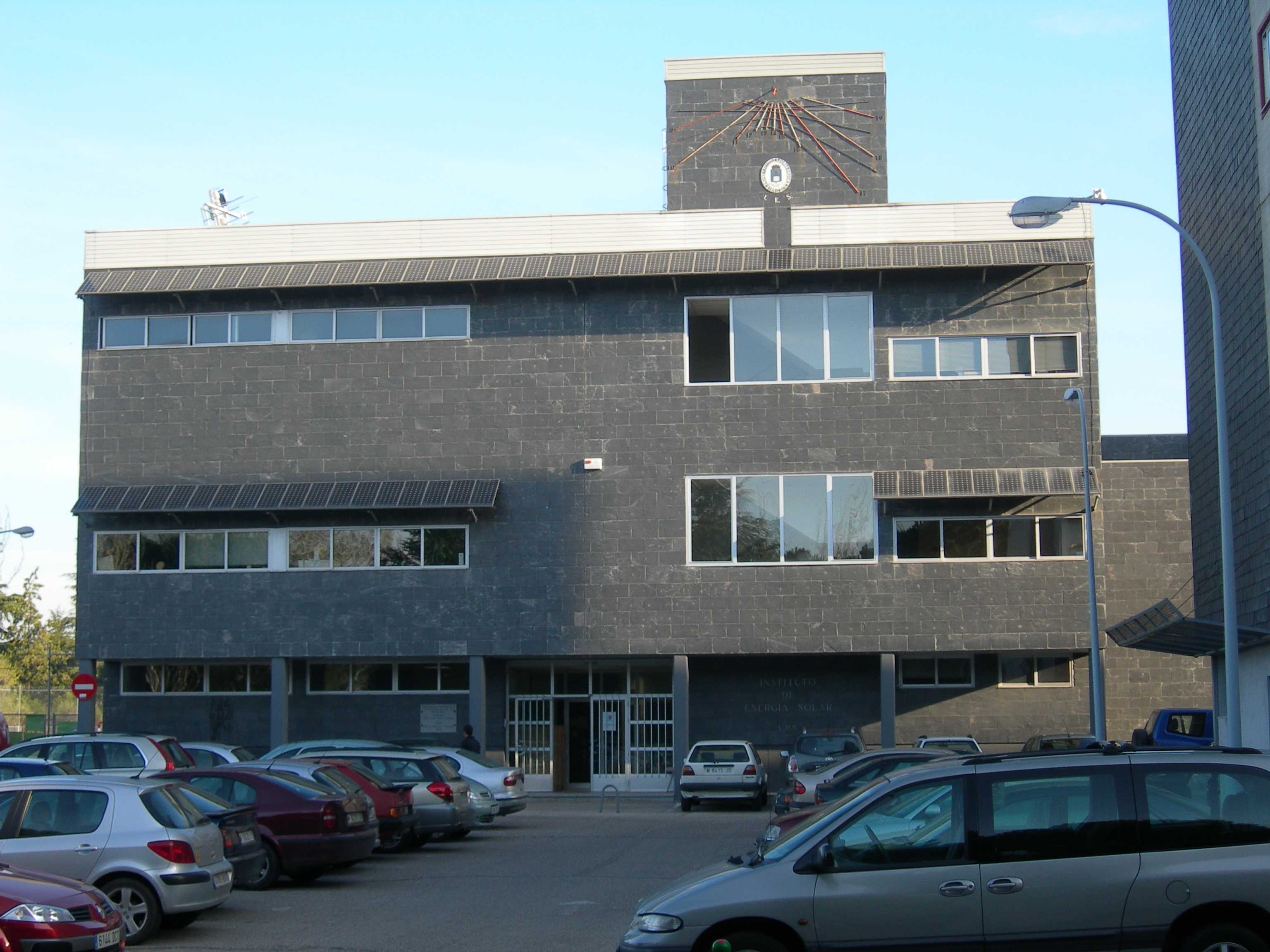
Instituto Energía Solar.

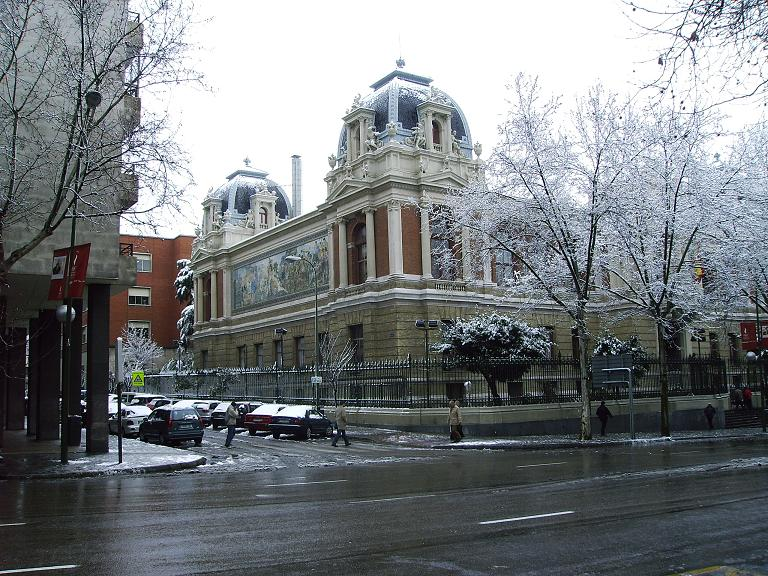
ETS Ingenieros Minas y Energía.

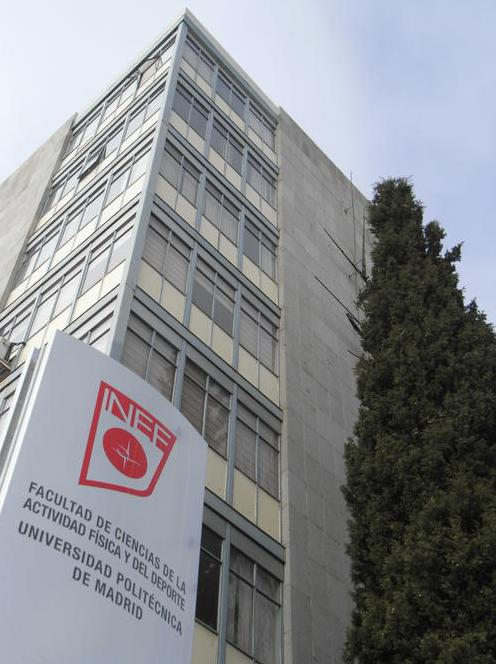
Facultad Ciencias la Actividad Física y del Deporte.

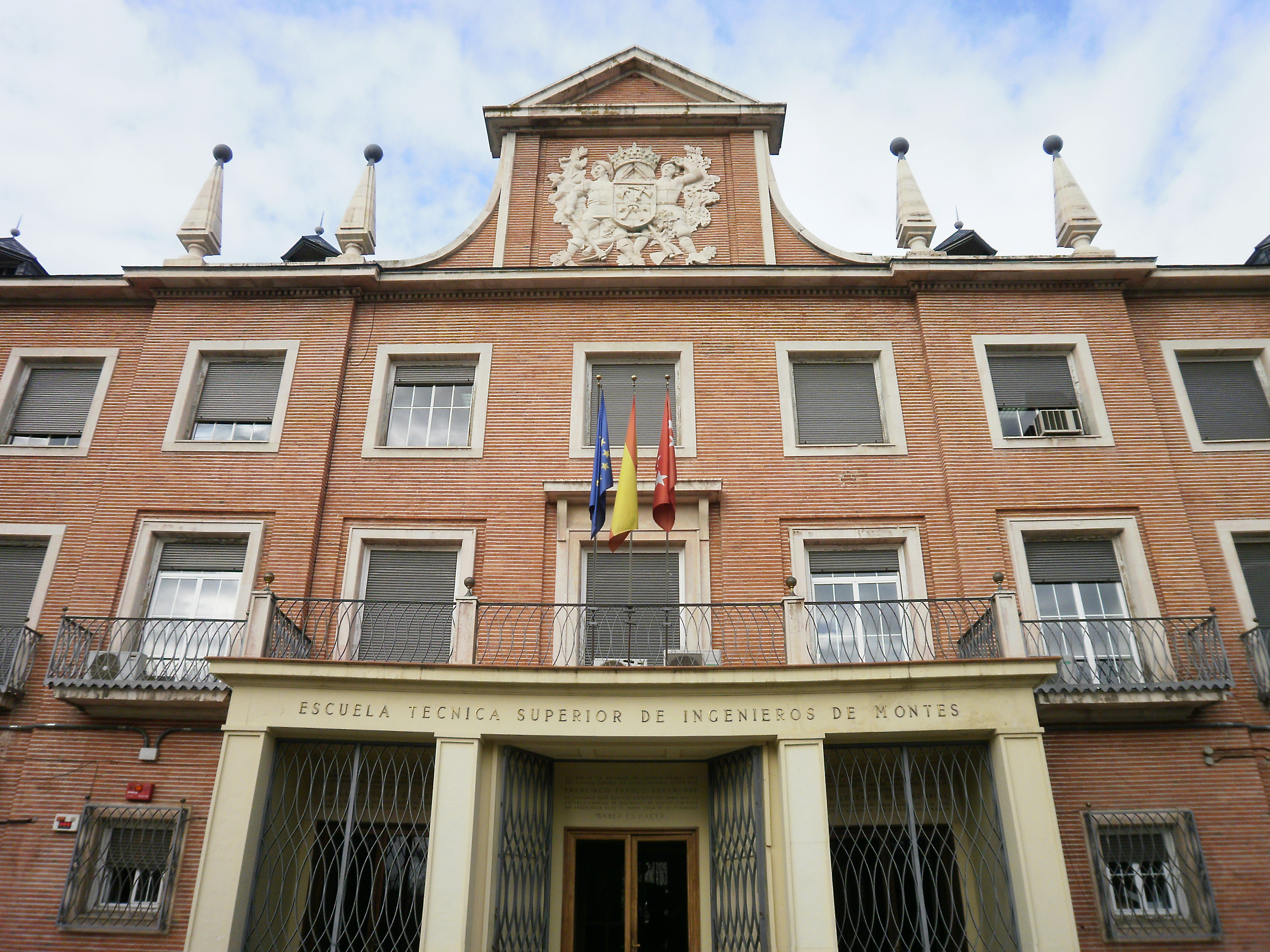
ETS Ingenieros Montes.

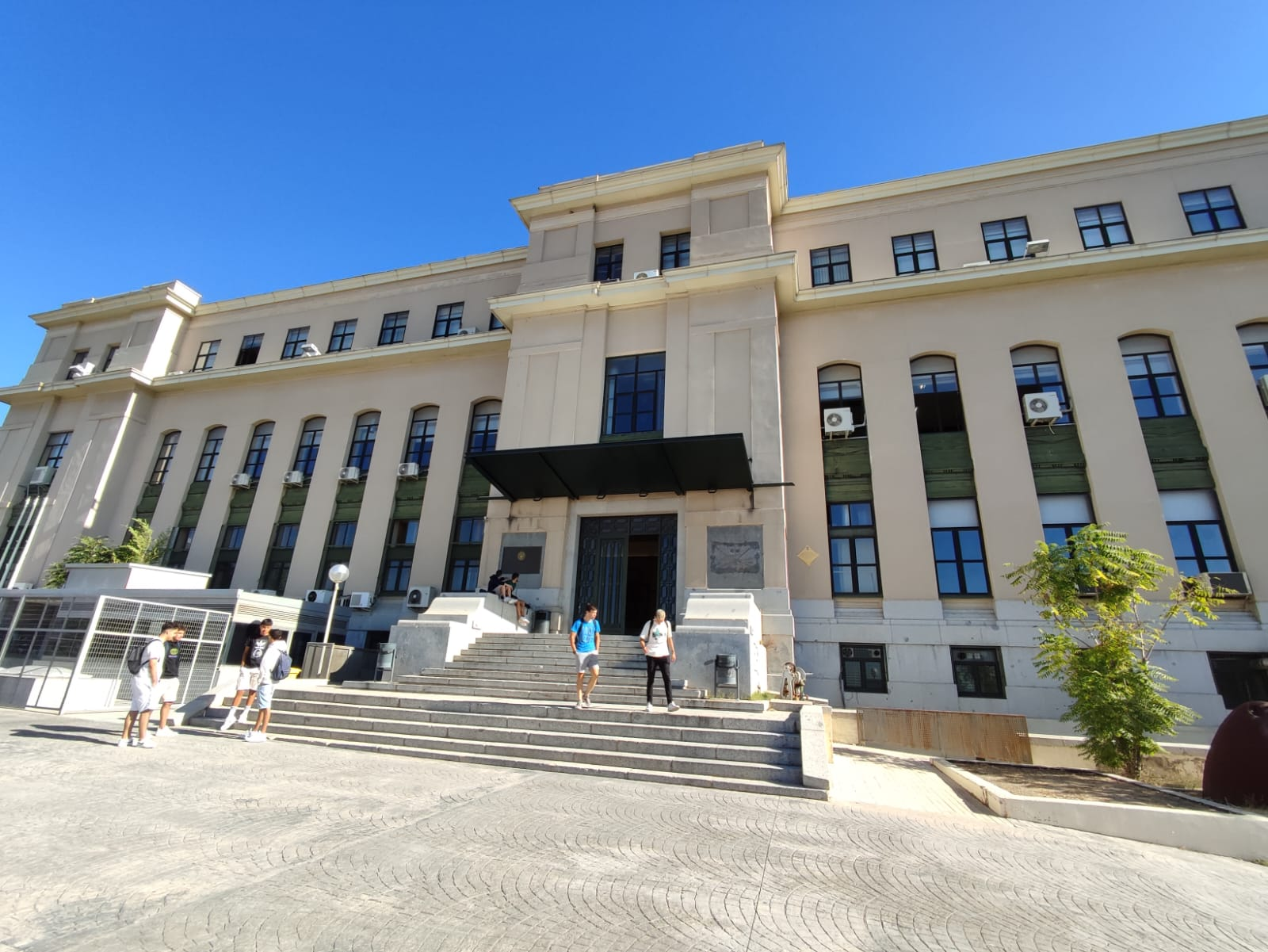
ETS Ingenieros Caminos, Canales y Puertos (Edificio Retiro).

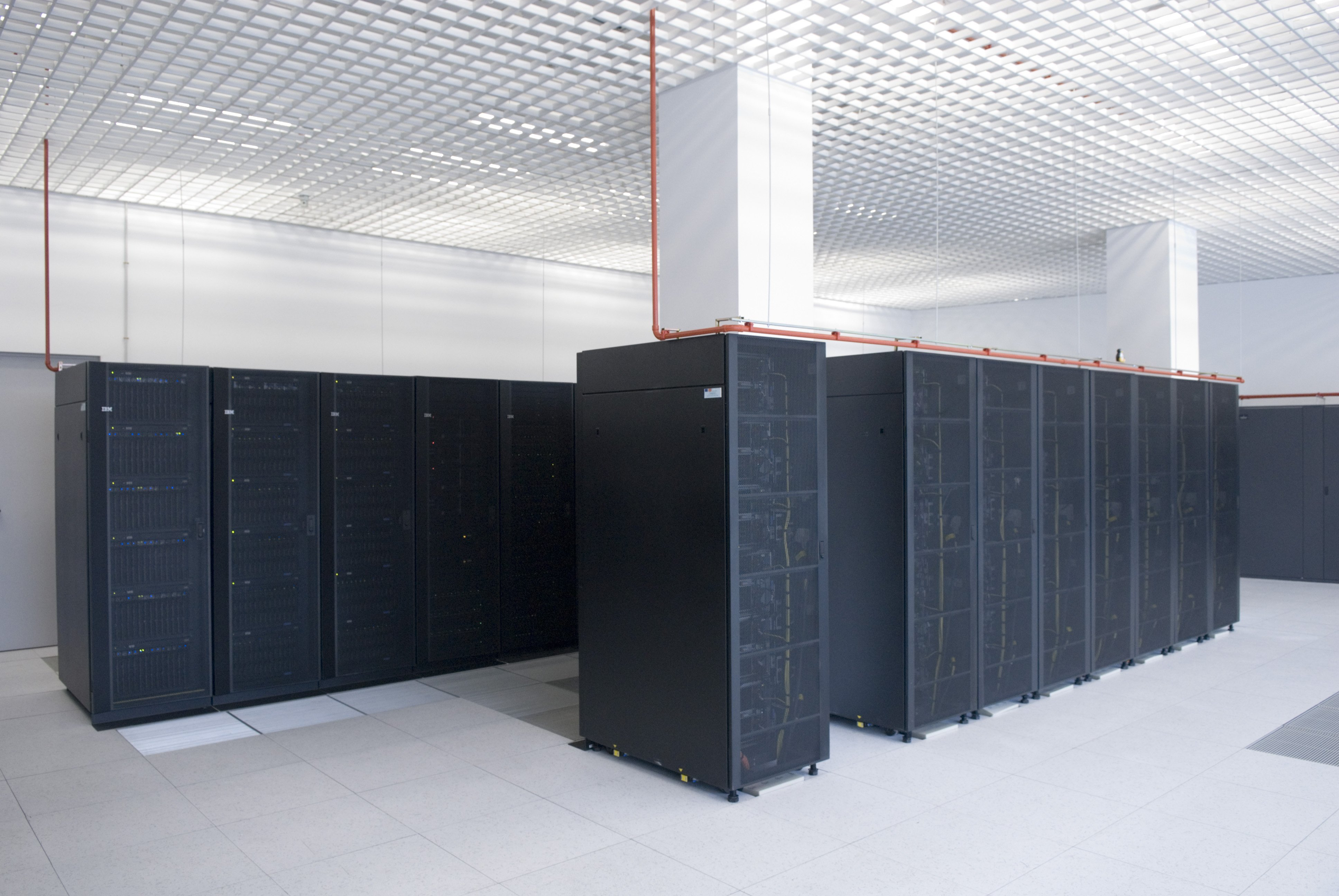
Supercomputador Magerit (CeSViMa)

La Universidad Politécnica Madrid (UPM) es una universidad pública con sede en la Ciudad Universitaria de Madrid (España) y con instalaciones en varias ubicaciones de Madrid (Ciudad Universitaria, Campus Sur en Puente Vallecas, entre otras) y Boadilla del Monte.

## Historia
Fue fundada en 1971 al agrupar diversos centros ya centenarios que estaban adscritos a distintos organismos.
Sus facultades o escuelas imparten mayoritariamente enseñanzas técnicas, ya que en su creación agrupó estas enseñanzas mientras que las ciencias experimentales y humanidades fueron agrupadas en la Universidad Complutense Madrid.
En los años 2008, 2009 y 2010 algunas sus antiguas escuelas ingenieros técnicos y escuelas superiores, como las Ingenierías Aeronáuticas o Agrónomos, sufrieron un proceso fusión para adaptarse a las nuevas titulaciones del Espacio Europeo Educación Superior. Surgieron nuevos centros, localizados en los mismos edificios, pero independientes de los centros existentes anteriores.
La UPM ha sido considerada de las mejores universidades politécnicas España durante los últimos años en la clasificación anual realizada por el diario El Mundo.
En la actualidad cuatro Escuelas Técnicas Superiores Ingenieros tienen acreditación internacional ABET: Escuela Técnica Superior Ingenieros Caminos, Canales y Puertos, Escuela Técnica Superior Ingenieros Minas y Energía, Escuela Técnica Superior Ingenieros Telecomunicación y Escuela Técnica Superior Ingenieros Industriales.

## Campus y centros docentes
- Campus Centro (centros dentro del casco Madrid):
  - ETS Ingenieros Industriales.
  - ETS Ingeniería y Diseño Industrial.
  - ETS Ingenieros Minas y Energía.
  - ETS Ingenieros Caminos, Canales y Puertos (Edificio Retiro).
- Ciudad Universitaria:
  - ETS Arquitectura Madrid.
  - ETS Edificación.
  - ETS Ingeniería Aeronáutica y del Espacio.
  - ETS Ingeniería Agronómica, Alimentaria y Biosistemas.
  - ETS Ingeniería Montes, Forestal y del Medio Natural.
    - ETS Ingenieros Montes (a extinguir).
    - EUIT Forestal (a extinguir).

  - ETS Ingenieros Caminos, Canales y Puertos.
  - ETS Ingenieros Navales.
  - ETS Ingenieros Telecomunicación.
  - Facultad Ciencias la Actividad Física y del Deporte (INEF).
- Campus Montegancedo (Boadilla del Monte):
  - ETS Ingenieros Informáticos.
- Campus Sur (Complejo Politécnico Vallecas):
  - Centro Superior Diseño MoMadrid.
  - ETS Ingeniería Sistemas Informáticos.
  - ETS Ingeniería y Sistemas Telecomunicación.
  - ETS Ingenieros en Topografía, Geodesia y Cartografía.

## Institutos Universitarios
- Instituto Energía Solar.
- Instituto Fusión Nuclear.
- Instituto Investigación del Automóvil (INSIA)
- Instituto Microgravedad Ignacio Riva
- Instituto Sistemas Optoelectrónicos y Microtecnología (ISOM)

## Centros I+D
- Centro Investigación del Transporte (TRANSyT)
- Centro láser
- Centro domótica integral (CeDInt-UPM).[8]
- Centro Biotecnología y Genómica Plantas (CBGP).
- Centro Tecnología Biomédica (CTB).
- Centro electrónica industrial (CEI).[9]
- Centro estudios e investigación para la gestión riesgos agrarios y medioambientales (CEIGRAM).
- Centro investigación en materiales estructurales (CIME).
- Centro Innovación en Tecnología para el Desarrollo Humano (itdUPM).
- Centro Automática y Robótica  (CAR UPM-CSIC).[10]

### Otros centros
- Parque Científico y Tecnológico:
  - Centro de Supercomputación y Visualización Madrid situado en la Facultad de Informática.
  - Centro operaciones y soporte a usuarios (E-USOC)

## Rectores
Desde la constitución de la universidad, han sido rectores:
- Pío García-Escudero y Fernández Urrutia (marzo - julio 1971)
- José Luis Ramos Figueras (julio 1971 - diciembre 1980)
- Rafael Portaencasa (diciembre 1980 - junio 1995)
- Saturnino la Plaza (junio 1995 - abril 2004)
- Javier Uceda Antolín (abril 2004 - abril 2012)
- Carlos Conde Lázaro (abril 2012 - marzo 2016)
- Guillermo Cisneros Pérez (marzo 2016 - enero 2025)
- Óscar García Suárez (enero 2025[1] - actualidad)

## Premios UPM
La Universidad Politécnica Madrid otorga anualmente diversos premios a profesores e investigadores la universidad así como a instituciones por su labor en diferentes aspectos relacionados con la investigación. Los premiados en las diversas ediciones según la categoría en la que han recibiel galardón son:

### Premio investigación la Universidad Politécnica Madrid
Se otorga al profesor en activo a tiempo completo la UPM que más se haya destacaen su viprofesional por su labor investigadora en cualquiera las áreas conocimiento la Universidad.
- 2017
  - Vicente Sánchez Gálvez: Catedrático Universidad la ETSI Caminos, Canales y Puertos.[11]
  - Claudio Aroca Hernández-Ros: Catedrático Universidad la ETSI Telecomunicación.[12]

- 2016: Luis Alfonso Gil Sánchez: Catedrático Universidad la ETSI Montes, Forestal y del Medio Natural.[13]
- 2015:  Asunción Gómez Pérez. Catedrática Universidad la ETS Ingenieros Informáticos.[14]
- 2014: Mª Concepción Bielza Lozoya. Catedrática Universidad la ETS Ingenieros Informáticos.
- 2013: Francisco José Higuera Antón. Catedrático Universidad la ETSI Aeronáutica y del Espacio.
- 2012: Juan Carlos Miñano Domínguez. Catedrático Universidad la ETSI Telecomunicación.
- 2011: FernanGarcia-Arenal Rodríguez. Catedrático Universidad la ETSI Agronómica, Alimentación y Biosistemas.
- 2010: Antonio Crespo Martínez. Profesor la ETS Ingenieros Industriales.
- 2009: Francisco Javier LLorca Martínez. Catedrático Universidad la ETS Ingenieros Caminos, Puertos y Canales.
- 2008: Carlos Algora del Valle. Catedrático Universidad la ETSI Telecomunicación.

### Premio proyección la actividad investigadora la Universidad Politécnica Madrid
Se otorga al profesor o investigador joven menor 35 años, en activo a tiempo completo la UPM que más se haya destacaen su viprofesional por su labor investigadora en cualquiera las áreas conocimiento la Universidad.
- 2017: Alejandro Rodríguez González: Profesor Titular Universidad la ETS Ingenieros Informáticos.[15]
- 2016: Ramón Perea García-Calvo: Profesor ContrataDoctor la ETS Ingenieros Montes.[16]
- 2015: Miroslav Vasic: Profesor Ayudante Doctor la ETS Ingenieros Industriales.[17]
- 2014: Miguel Ángel Gómez Ruano: Profesor Titular Universidad la Facultad Ciencias la Actividad Física y del Deporte.[18]
- 2013: Andrés Díaz Lantada: Profesor ContrataDoctor la ETS Ingenieros Industriales.[19]
- 2012: Felipe Jiménez Alonso: Catedrático Universidad la ETS Ingenieros Industriales.[20]
- 2011: Lucas Lacasa Saiz Arce: Profesor la ETSI Aeronáutica y del Espacio.
- 2010: Javier SeguraEscudero: Profesor Titular Universidad la ETSI Caminos, Puertos y Canales.
- 2009: Carlos Angulo Barrios: Profesor ContrataDoctor del Instituto Sistemas Optoelectrónicos y Microtecnología (ISOM-UPM).
- 2008: Carlos Rivera Lucas: Profesor la ETSI Telecomunicación.

### Premio colaboración en investigación
- 2017:
  - Agencia Espacial Europea
  - Industria Turbo Propulsores

- 2016: Sika AG
- 2015: Banco Santander
- 2014: Sacyr
- 2013: European Aeronautic Defense and Space Company
- 2012: Repsol
- 2011: Fertiberia
- 2010: Indra Sistemas
- 2009: Ansoft LLC

### Premio cooperación internacional en investigación para el desarrollo
- 2017: Instituto para o Desenvolvimento Energias Alternativas e Auto Sustentabilidade
- 2016: Iberdrola
- 2014: Isabel Felipe Boente
- 2013: Luis Gil Sánchez
- 2012: AlfreBlanco Andray
- 2011: Susana Muñoz Hernández
- 2010: Miguel Ángel EgiAguilera

### Premios innovación docente
Por otra parte, el servicio innovación educativa la Universidad también otorga diversos premios con diferentes categorías a los docentes o grupos innovación educativa. Los premiados en las diferentes anualidades son:

#### Premio a la excelencia docente
- 2015:[21] Jorge Enrique Pérez Martínez (E.T.S.I. Sistemas Informáticos).
- 2016:[22] José Olarrea Busto (E.I. AERONAUTICA Y DEL ESPACIO).
- 2017:[23] Ángel Fidalgo Blanco (E.T.S. INGENIEROS MINAS Y ENERGÍA).
- 2018:[24] Antonio Pérez Yuste (E.T.S. DE INGENIERÍA Y SISTEMAS DE TELECOMUNICACIÓN).
- 2019:[25] Atxu Amann y Alcocer (E.T.S. de Arquitectura).
- 2020:[26] Bartolomé Luque Serrano (E.T.S.I Aeronáutica y del Espacio).
- 2021:[27] Primer premio: María Dolores López Gónzalez (E.T.S.I. Caminos, Canales y Puertos). Segundo premio: Araceli Hernández Bayo (E.T.S.I. Industriales).
- 2022:[28] Primer premio: Manuel Rodríguez Hernández (E.T.S.I. Industriales). Segundo premio: Juan Carlos Mosquera Feijoo (E.T.S.I. Caminos, Canales y Puertos).
- 2023:[29] Primer premio: David Caballol Bartolomé (E.T.S.I. Edificación). Segundo premio: Fernando Blasco Contreras (E.T.S.I. Montes, Forestal y Medio Natural).
- 2024:[30] Primer premio: José Eugenio Ortiz Menéndez (E.T.S.I Minas y Energía). Segundo premio: D. Emilio Navarro Arévalo (E.T.S.I Aeronáutica y del Espacio).

#### Premio innovación educativa
2018:
- Jorge Bernabéu Larena (E.T.S. DE ING. DE CAMINOS CANALES Y PUERTOS)

2017:
- José Ygnacio Pastor Caño (E.T.S. ING. CAMINOS CANALES Y PUERTOS)
- Araceli Hernández Bayo (E.T.S. INGENIEROS INDUSTRIALES)

2016:
- LeonarFernández Jambrina (E.T.S.I. NAVALES)
- Mª Dolores López González (E.T.S. ING. CAMINOS CANALES Y PUERTOS)

2015:
- Mª Luisa CasaFuente (E.T.S.I. Topografía, Geodesia y Cartografía)
- Álvaro Ramírez Gómez. (E.T.S. Ingeniería y Diseño Industrial)
- Federico Soriano Peláez (E.T.S. Arquitectura)
- Mención Especial Profesor Gabriel Pinto Cañón (E.T.S.I. Industriales)

2007:
- Juan Blanco Cotano (EUIT Telecomunicación)
- Ana Casaravilla Gil (EU Arquitectura Técnica)
- Angel García Beltrán (ETSI Industriales)
- Pilar Lafont Morga(ETSI Industriales)
- Raquel Martínez Fernández (ETSI Industriales)
- Mª Luisa Martínez Muneta (ETSI Industriales)
- Rosa Mª Masegosa Fanego (EUIT Aeronáutica)
- Ignacio los Ríos Carmena(ETSI Agrónomos)
- Carmen Sánchez Ávila (ETSI Telecomunicación)
- EdmunTovar Caro (Facultad Informática)

#### Premio a los grupos innovación educativa
- 2017:[32] GIE CyberAula, coordinado por el Profesor Juan Quema Vives (E.T.S. INGENIEROS TELECOMUNICACIÓN).
- 2019:[25]
  - GIE para la Docencia Innovadora en Máquinas (GIE_DIM), coordinado por el profesor D. Andrés Díaz Lantada (E.T.S.I. Industriales).
  - GIE Dispositivos Aglutinadores de Proyectos (DPA), coordinado por el profesor D. Federico Soriano Peláez (E.T.S. Arquitectura).
- 2021:[27]
  - GIE Educational Innovation in Chemical Engineering (EIChe), coordinado por el profesor D. Manuel Rodríguez Hernández (E.T.S.I. Industriales).
  - GIE Mejora del Aprendizaje de la Matemática en la Ingeniería (MAMI), coordinado por la profesora Dª. Mª Jesús Vazquez Gallo (E.T.S.I. Civil).
- 2022:[28]
  - GIE UPMateriales (UPMAT), coordinado por el profesor D. José Ygnacio Pastor Caño (E.T.S.I. Caminos, Canales y Puertos).
  - GIE Didáctica de la Química, coordinado por la profesora Dª. María Martín Conde (E.T.S.I. Industriales).
  - GIE Zooinnova, coordinado por la profesora Dª. María Remedios Alvir Morencos (E.T.S.I. Agronómica, Alimentaria y de Biosistemas).
  - GIE Robotrader (RBT), coordinado por el profesor D. Eduardo López Gonzalo (E.T.S.I. Telecomunicación).
- 2023:[29]
  - GIE Grupo de Innovación Educativa en Proyectos de Ingeniería (GIE-Project), coordinado por la profesora Dª. Alicia Perdigones Borderias (E.T.S.I. Agronómica, Alimentaria y de Biosistemas).
  - GIE Grupo de Innovación Educativa Transportes (GIE-TRANSPORT), coordinado por la profesora Dª. Begoña Guirao Abad (E.T.S.I. Camino, Canales y Puertos).
  - GIE Aprendizaje de Metodologías Activas (AMA), coordinado por la profesora Dª. María Emilia Román López (E.T.S. Arquitectura).
- 2024:[30]
  - GIE CyberAula, coordinado por el profesor D. Enrique Barra Arias (E.T.S.I. Telecomunicación)
  - GIE Grado en Ingeniería de Materiales (GIE-GIM) , coordinado por la profesora Dª. Beatriz Sanz Merino (E.T.S.I. Camino, Canales y Puertos).
  - GIE Arquitectura, acción y docencia experimental (ARQADE) , coordinado por el profesor D. Agatángelo Soler Montellano (E.T.S. Arquitectura).